# Vojniće
Vojniće (cyr. Војниће) – wieś w Serbii, w okręgu raskim, w mieście Novi Pazar. W 2011 roku liczyła 197 mieszkańców.